# تود هيب
تود هيب (بالإنجليزية: Todd Heap)‏ هو لاعب كرة قدم أمريكية أمريكي، ولد في 16 مارس 1980 في ميسا في الولايات المتحدة.

## وصلات خارجية
- تود هيب على موقع كلية كرة السلة في سبورتس رفرنس.كوم (الإنجليزية)
- تود هيب على موقع مرجع كرة القدم المحترفة.كوم (الإنجليزية)